# Cake (группа)
«Cake» — американская группа, созданная в 1991 году гитаристом и вокалистом Джоном МакКри. Группа исполняет смесь фанка, хип-хопа, кантри, новой волны, джаза и гитарного рока. Стиль этой команды позиционируется большинством критиков как «альтернативный рок» и «инди-рок». На счету «Cake» шесть выпущенных альбомов, два из которых достигли платинового статуса.

## Состав
- Джон МакКри (англ. John McCrea) — вокал, акустическая гитара, губная гармошка
- Гэйб Нельсон (англ. Gabe Nelson) — бас-гитара
- Ксан Маккурди (англ. Xan McCurdy) — гитара
- Винс ди Фиоре (англ. Vince DiFiore) — труба, перкуссия
- Пауло Балди (англ. Paulo Baldi) — ударные, перкуссия

## Биография

### Период до «Cake»
Основатель «Cake» Джон Маккри, ещё учась в школе в Сакраменто, начал выступать как один, так и в составе других групп. В середине 1980-х он вместе с группой, названной «John McCrea and the Roughousers», записал песни «Love you Madly» и «Shadow Stabbing» — позже они были перезаписаны им уже с «Cake». Во второй половине 1980-х Джон переехал в Лос-Анджелес с твердым намерением покорить вершины шоу-бизнеса. Там он постоянно выступал в кофейнях и барах с сольными акустическими программами. В этот период будущий лидер «Cake» записал свой сольный сингл «Rancho Seco», посвященный одноименной АЭС, построенной к юго-востоку от Сакраменто. Кроме того, именно в Лос-Анджелесе МакКри летом 1991 года впервые выступил под именем «Cake».

### Период небольшой известности
Лос-Анджелес с ходу покорить не удалось, и в 1992 году Джон вернулся в Сакраменто, где собрал «под свои знамёна» первый состав «Cake». Помимо него, туда вошли ударник Фрэнк Френч, трубач Винс ди Фиоре, гитарист Грег Браун и басист Шон Макфессел.
В 1993 году квинтет выпустил сингл «Rock’n’roll Lifestyle», после чего приступил к записи дебютного альбома «Motorcade of Generosity». Сингл и альбом музыканты записывали, продюсировали, тиражировали и распространяли собственными силами, культивируя при этом образ «простых парней с соседней улицы» и не гнушаясь выходок, дававших комический эффект.
На «Motorcade Of Generosity» обратила внимание фирма «Capricorn Records», взявшаяся за распространение альбома по США. Поскольку первоначальное качество записи было очень низким, альбом был переписан, и вышел уже в 1994 году, когда в составе уже произошло несколько замен: вместо посвятившего себя учёбе Макфессела место бас-гитариста занял сначала Гейб Нельсон, а потом Виктор Дамиани, а за ударными вместо Френча, испугавшегося интенсивной гастрольной жизни, предстоящей «Cake», оказался Тодд Ропер.
В 1995 году, параллельно со стартовавшим туром, был переиздан сингл «Rock’n’Roll Lifestyle», которому со второй попытки удалось засветиться в эфире на студенческих и альтернативных радиостанциях. Чуть более скромный интерес вызвали ещё два трека — «Ruby Sees All» и «Jolene», подготовившие слушателей к появлению второго альбома.

### Приход популярности
В 1996 году «Cake» выпустили второй альбом — «Fashion Nugget». Не в последнюю очередь благодаря хиту «The Distance» (автором текста в нём, вопреки обыкновению, выступил не Джон МакКри, а Грег Браун), диск пробился в Top 40 Mainstream и стал платиновым, то есть его тираж составил свыше миллиона экземпляров.
Не прельстившись, однако, таким успехом, группу покинули Грег Браун и Виктор Дамиани (они основали собственный нью-вейв проект «Deathray»). МакКри даже хотел распустить команду, но передумал после возвращения на бас Гэйба Нельсона. Замена Брауну не нашлась так быстро, и вплоть до 1998 года группа практически не концертировала, записывая третий альбом с несколькими приглашёнными гитаристами.
В 1998 году группа выпустила альбом «Prolonging the Magic». Сразу несколько хитов из него — «Never There», «Sheep Go To Heaven» и «Let Go» — попали в ротацию крупных радиостанций (то есть постоянно крутились на них), что позволило альбому, как и его предшественнику, перескочить платиновую отметку. После выхода альбома место гитариста в группе, наконец, на постоянной основе занял Ксан Маккурди.

### 2000-е годы
В 2000-м «Cake» заключили контракт с «Columbia Records».
В 2001 году группа записала альбом «Comfort Eagle». Альбом занял хорошую позицию в чартах — 13-я позиция в Америке и 2-я в Канаде — а клип на песню «Short Skirt Long Jacket» появился в эфире канала MTV, ранее игнорировавшего группу. После выхода «Comfort Eagle» от дел отошёл Тодд Ропер, решивший вплотную заняться семейными проблемами (позже он, впрочем, ушёл к Брауну и Дамиани в «Deathray»). За ударными его сменил Пит Макнил.
После выхода «Comfort Eagle» группа сделала длительный перерыв в студийной работе, отправившись в большой тур по США.
В 2004 году был записан пятый по счёту альбом «Pressure Chief». Любопытно, что во время записи у группы в очередной раз сменился ударник — Пит Макнил уступил место Пауло Балди. На настоящее время это последняя смена состава группы.
В 2007 году группа выпустила сборник «B-Sides and Rarities», куда вошли как ранее неизданные вещи, записанные за все время творчества, так и две кавер-версии на чужие песни — композицию группы «Black Sabbath» «War Pigs» и песню Барри Уайта «Never, Never Gonna Give You Up». Кроме обычной версии, была ограниченным тиражом выпущена специальная редакция альбома: туда вошли как уникальные элементы оформления, так и «живая» версия песни «War Pigs» с участием Стивена Дрозда из группы «Flaming Lips». Специальная версия высылалась по почте фанатам группы, заказавшим альбом у них на сайте.
На 2007 год также намечен выход ещё одного альбома — «Live at the Crystal Palace». Это будет первый концертный альбом «Cake». Планировалось, что он выйдет раньше, чем «B-Sides and Rarities», однако по непонятным причинам его выход был отложен.
В 2008 группа переделала свою студию (Upbeat Studio): установила систему солнечных батарей. Коллектив сообщил, что их новый альбом "был записан на 100% на солнечном топливе". Новая пластинка будет носить название Showroom of Compassion и выйдет в свет 11 января 2011 года, почти через семь лет после релиза, что является самым долгим перерывом между двумя студийными альбомами в истории CAKE. МакКри отмечает, что звучание пластинки будет очень отличаться от других работ группы, клавишных будет значительно больше, чем раньше. Первая песня с альбома, Sick of You, доступна для прослушивания на YouTube.

## Позиционирование
Невзирая на довольно серьёзную популярность, группа всячески открещивается от принадлежности к массовой культуре. Так, МакКри в различных интервью нередко отзывается скептически о реалити-шоу, мейнстриме, политической жизни США. Вместе с тем, группа, в полном соответствии с инди-культурой, противостоит и чересчур явной коммерциализации. Так, первая фраза, которую видят заходящие на официальный сайт «Cake» люди, гласит:

Почему люди крадут защищённую авторскими правами музыку, когда в интернете так много артистов, готовых предложить свою музыку бесплатно, лишь бы её слушали? Всем следует быть справедливыми по отношению к ревнителям авторского права, и не слушать их музыку вообще. Это — ваша личная революция.
Оригинальный текст (англ.)Why do people steal protected music, when there are so many artists on the internet who offer their music for free, just happy to have their music heard. Everyone should punish those so self righteous as to procure a copyright and just not listen to their art at all. There is your revolution.

Джон МакКри, что не очень характерно для рок-музыки, довольно прохладно относится к гитарному звуку:

Для этой группы гитара — всего лишь элемент, не думаю, чтобы нас крутили по радио, если бы мы не использовали гитары. Потому что американские мужчины требуют, чтобы в их музыке была чрезмерная первобытная энергия, пока они растут. Это даёт им ощущение того, что они обладают гораздо большей силой, чем на самом деле. Ну, иногда это способ произвести впечатление на женщин. Мы предоставляем им этот самый гитарный звук, но это не то же самое, что капающие на мозги электрогитары, которые сегодня вы можете услышать на радио в избытке. Это больше похоже на гитарный звук до того, как туда вмешалась технология. Это не означает, что мы ударяемся в ретро, это просто означает немного более чистое звучание.

## Интересные факты
- Группа сама продюсировала все свои альбомы;
- Похожесть обложек всех альбомов и некоторых клипов группы (так, клип на песню «No Phone» очень похож на клип «Short Skirt/Long Jacket») вызвана верой группы в непреходящие ценности[4];
- Джон МакКри постоянно носит одну и ту же рыбацкую шляпу, без которой многие его даже не узнают[5].

## Дискография

### Студийные альбомы
- «Motorcade of Generosity» (1994)
- «Fashion Nugget» (1996)
- «Prolonging the Magic» (1998)
- «Comfort Eagle» (2001)
- «Pressure Chief» (2004)
- «Showroom of Compassion» (2011) (№1 в Billboard 200 [6])

### Сборники
- «B-Sides and Rarities» (2007)

### Концертные альбомы
- «Live at the Crystal Palace» [7]